# Celtic Football Club 2021-2022
Questa voce raccoglie le informazioni riguardanti il Celtic Football Club nelle competizioni ufficiali della stagione 2021-2022.

## Stagione
La stagione inizia con l'annuncio di Ange Postecoglou come nuovo allenatore e, dopo l'esperienza ad iterim della stagione passata, la conferma di John Kennedy come suo vice.
- In Scottish Premiership il Celtic si classifica al primo posto (93 punti, in media 2,45 a partita) e vince per la 52ª volta il campionato, qualificandosi direttamente alla fase a gironi di UEFA Champions League.
- In Scottish Cup è eliminato in semifinale dai Rangers (1-2) dopo i tempi supplementari.
- In Scottish League Cup ha battuto in finale l'Hibernian (1-2), vincendo la coppa per la 20ª volta.
- In Champions League viene battuto al secondo turno dai danesi del Midtjylland, pareggiando in casa (1-1) e perdendo in trasferta (1-2) dopo i tempi supplementari.
- In Europa League raggiunge la fase a gironi, dopo aver eliminato i cechi del Jablonec nel terzo turno preliminare (7-2 tra andata e ritorno) e vincendo i play-off contro gli olandesi dell'AZ Alkmaar (3-2 tra andata e ritorno). Inserito nel gruppo G con Bayer Leverkusen, Betis e Ferencváros, si classifica al terzo posto con 9 punti, qualificandosi per i play-off di Conference League.
- In Conference League perde il play-off contro i norvegesi del Bodø/Glimt, perdendo sia in casa (3-1) che in trasferta (2-0).

## Maglie e sponsor
Lo sponsor tecnico, per la stagione 2021-2022 è Adidas. Dafabet rimane lo sponsor ufficiale anteriore, mentre sulla parte posteriore viene confermata la sponsorizzazione con Magners.
| Casa | Trasferta | Terza divisa |

## Organigramma societario
Area direttiva
- Presidente: Ian Bankier

Area tecnica
- Direttore sportivo della sezione calcistica: Glen Driscoll
- Allenatore: Ange Postecoglou
- Allenatore in seconda: John Kennedy
- Assistente tecnico: Gavin Strachan
- Allenatore dei portieri: Stevie Woods
- Preparatore atletico: Jack Nayler, John Currie

Area marketing
- Direttore economico: Brian Meehan

Area sanitaria
- Medico sociale: Ian Sharpe
- Fisioterapisti: Jennifer Graham, Davie McGovern, Tim Williamson
- Nutrizionista: Rob Naughton

## Rosa
Rosa aggiornata al 12 maggio 2022.
| N. |                           | Ruolo | Calciatore             |
| -- | ------------------------- | ----- | ---------------------- |
| 1  | Grecia (bandiera)         | P     | Vasilios Barkas        |
| 2  | Francia (bandiera)        | D     | Christopher Jullien    |
| 3  | Scozia (bandiera)         | D     | Greg Taylor            |
| 4  | Svezia (bandiera)         | D     | Carl Starfelt          |
| 5  | Irlanda (bandiera)        | D     | Liam Scales            |
| 6  | Israele (bandiera)        | C     | Nir Biton              |
| 7  | Grecia (bandiera)         | A     | Giōrgos Giakoumakīs    |
| 8  | Giappone (bandiera)       | A     | Kyōgo Furuhashi        |
| 10 | Svizzera (bandiera)       | A     | Albian Ajeti           |
| 11 | Israele (bandiera)        | A     | Liel Abada             |
| 12 | Costa d'Avorio (bandiera) | C     | Ismaila Soro           |
| 14 | Scozia (bandiera)         | C     | David Turnbull         |
| 15 | Inghilterra (bandiera)    | P     | Joe Hart               |
| 16 | Irlanda (bandiera)        | C     | James McCarthy         |
| 17 | Scozia (bandiera)         | C     | Ryan Christie          |
| 17 | Portogallo (bandiera)     | A     | Jota                   |
| 18 | Australia (bandiera)      | C     | Tom Rogić              |
| 19 | Scozia (bandiera)         | A     | Michael Johnston       |
| 20 | Stati Uniti (bandiera)    | D     | Cameron Carter-Vickers |
| 21 | Giappone (bandiera)       | C     | Yōsuke Ideguchi        |
| 22 | Francia (bandiera)        | A     | Odsonne Édouard        |

| N. |                        | Ruolo | Calciatore                 |
| -- | ---------------------- | ----- | -------------------------- |
| 23 | Belgio (bandiera)      | D     | Boli Bolingoli-Mbombo      |
| 24 | Irlanda (bandiera)     | A     | Johnny Kenny               |
| 26 | Inghilterra (bandiera) | D     | Osaze Urhoghide            |
| 29 | Scozia (bandiera)      | P     | Scott Bain                 |
| 30 | Paesi Bassi (bandiera) | C     | Liam Shaw                  |
| 33 | Danimarca (bandiera)   | C     | Matt O'Riley               |
| 38 | Giappone (bandiera)    | A     | Daizen Maeda               |
| 41 | Giappone (bandiera)    | C     | Reo Hatate                 |
| 42 | Scozia (bandiera)      | C     | Callum McGregor (capitano) |
| 44 | Inghilterra (bandiera) | A     | Joey Dawson                |
| 47 | Scozia (bandiera)      | D     | Dane Murray                |
| 49 | Scozia (bandiera)      | C     | James Forrest              |
| 52 | Scozia (bandiera)      | C     | Ewan Henderson             |
| 54 | Scozia (bandiera)      | D     | Adam Montgomery            |
| 56 | Scozia (bandiera)      | D     | Anthony Ralston            |
| 57 | Scozia (bandiera)      | D     | Stephen Welsh              |
| 73 | Scozia (bandiera)      | A     | Owen Moffat                |
| 77 | Inghilterra (bandiera) | C     | Karamoko Dembélé           |
| 84 | Scozia (bandiera)      | A     | Ben Doak                   |
| 88 | Croazia (bandiera)     | D     | Josip Juranović            |

## Calciomercato

### Sessione estiva
| Acquisti | Acquisti               | Acquisti            | Acquisti               |
| R.       | Nome                   | da                  | Modalità               |
| -------- | ---------------------- | ------------------- | ---------------------- |
| P        | Ross Doohan            | Ross County         | fine prestito          |
| P        | Joe Hart               | Tottenham           | definitivo (1,0 mln £) |
| P        | Ryan Mullen            | Queen's Park        | fine prestito          |
| D        | Boli Bolingoli-Mbombo  | İstanbul Başakşehir | fine prestito          |
| D        | Cameron Carter-Vickers | Tottenham           | prestito               |
| D        | Leo Hjelde             | Ross County         | fine prestito          |
| D        | Josip Juranović        | Legia Varsavia      | definitivo (2,5 mln £) |
| D        | Bosun Lawal            | Watford             | definitivo (120.000 £) |
| D        | Lee O'Connor           | Tranmere            | fine prestito          |
| D        | Ewan Otoo              | Clyde               | fine prestito          |
| D        | Liam Scales            | Shamrock Rovers     | definitivo (500.000 £) |
| D        | Carl Starfelt          | Rubin               | definitivo (4,0 mln £) |
| D        | Osaze Urhoghide        | Sheffield Weds      | definitivo (150.000 £) |
| C        | Barry Coffey           | Cliftonville        | fine prestito          |
| C        | Luca Connell           | Queen's Park        | fine prestito          |
| C        | Ewan Henderson         | Dunfermline         | fine prestito          |
| C        | Jota                   | Benfica             | prestito               |
| C        | James McCarthy         | Crystal Palace      | svincolato             |
| C        | Kerr McInroy           | Dunfermline         | fine prestito          |
| C        | Olivier Ntcham         | Olympique Marsiglia | fine prestito          |
| C        | Brody Paterson         | Queen's Park        | fine prestito          |
| C        | Scott Robertson        | Doncaster           | fine prestito          |
| C        | Liam Shaw              | Sheffield Weds      | definitivo             |
| C        | Marian Shved           | Malines             | fine prestito          |
| C        | Ben Wylie              | Ballymena Utd       | fine prestito          |
| A        | Liel Abada             | Maccabi Petah Tikva | definitivo (3,5 mln £) |
| A        | Jonathan Afolabi       | Dundee              | fine prestito          |
| A        | Vakoun Issouf Bayo     | Tolosa              | fine prestito          |
| A        | Joey Dawson            | Scunthorpe Utd      | definitivo             |
| A        | Kyōgo Furuhashi        | Vissel Kōbe         | definitivo (4,5 mln £) |
| A        | Giōrgos Giakoumakīs    | VVV-Venlo           | definitivo (2,5 mln £) |

| Cessioni | Cessioni            | Cessioni        | Cessioni                |
| R.       | Nome                | a               | Modalità                |
| -------- | ------------------- | --------------- | ----------------------- |
| P        | Vincent Angelini    | Watford         | fine contratto          |
| P        | Ross Doohan         | Tranmere        | prestito                |
| D        | Kristoffer Ajer     | Brentford       | definitivo (13 mln £)   |
| D        | Shane Duffy         | Brighton        | fine prestito           |
| D        | Jack Hendry         | Ostenda         | riscattato (1,75 mln £) |
| D        | Leo Hjelde          | Leeds Utd       | definitivo              |
| D        | Jonjoe Kenny        | Everton         | fine prestito           |
| D        | Diego Laxalt        | Milan           | fine prestito           |
| D        | Lee O'Connor        | Tranmere        | rinnovo prestito        |
| C        | Scott Brown         | Aberdeen        | fine contratto          |
| C        | Ryan Christie       | Bournemouth     | definitivo (2,5 mln £)  |
| C        | Barry Coffey        | Cork City       | prestito                |
| C        | Mohamed Elyounoussi | Southampton     | fine prestito           |
| C        | Paul Kennedy        | Clyde           | fine contratto          |
| C        | Olivier Ntcham      | Swansea City    | risoluzione consensuale |
| C        | Scott Robertson     | Crewe Alexandra | prestito                |
| C        | Marian Shved        | Malines         | definitivo              |
| A        | Jonathan Afolabi    | Ayr Utd         | prestito                |
| A        | Vakoun Issouf Bayo  | Gent            | definitivo (1,4 mln £)  |
| A        | Odsonne Édouard     | Crystal Palace  | definitivo (14 mln £)   |
| A        | Leigh Griffiths     | Dundee          | prestito                |
| A        | Armstrong Oko-Flex  | West Ham Utd    | fine contratto          |

### Operazioni esterne
| Acquisti | Acquisti | Acquisti | Acquisti |
| R.       | Nome     | da       | Modalità |
| -------- | -------- | -------- | -------- |

| Cessioni | Cessioni     | Cessioni      | Cessioni         |
| R.       | Nome         | a             | Modalità         |
| -------- | ------------ | ------------- | ---------------- |
| C        | Luca Connell | Queen's Park  | rinnovo prestito |
| C        | Kerr McInroy | Airdrieonians | prestito         |

### Sessione invernale
| Acquisti | Acquisti         | Acquisti           | Acquisti               |
| R.       | Nome             | da                 | Modalità               |
| -------- | ---------------- | ------------------ | ---------------------- |
| D        | Lee O'Connor     | Tranmere           | fine prestito          |
| C        | Reo Hatate       | Kawasaki Frontale  | definitivo (1,4 mln £) |
| C        | Yōsuke Ideguchi  | Gamba Osaka        | definitivo (850.000 £) |
| C        | Kerr McInroy     | Airdrieonians      | fine prestito          |
| C        | Matt O'Riley     | MK Dons            | definitivo (1,5 mln £) |
| A        | Jonathan Afolabi | Ayr Utd            | fine prestito          |
| A        | Leigh Griffiths  | Dundee             | fine prestito          |
| A        | Johnny Kenny     | Sligo Rovers       | definitivo (125.000 £) |
| A        | Daizen Maeda     | Yokohama F·Marinos | prestito               |

| Cessioni | Cessioni        | Cessioni      | Cessioni   |
| R.       | Nome            | a             | Modalità   |
| -------- | --------------- | ------------- | ---------- |
| P        | Conor Hazard    | HJK           | prestito   |
| D        | Adam Montgomery | Aberdeen      | prestito   |
| D        | Lee O'Connor    | Tranmere      | riscattato |
| D        | Osaze Urhoghide | Ostenda       | prestito   |
| C        | Ewan Henderson  | Hibernian     | prestito   |
| C        | Kerr McInroy    | Ayr Utd       | prestito   |
| C        | Brody Paterson  | Airdrieonians | prestito   |
| C        | Liam Shaw       | Motherwell    | prestito   |

### Operazioni esterne
| Acquisti | Acquisti | Acquisti | Acquisti |
| R.       | Nome     | da       | Modalità |
| -------- | -------- | -------- | -------- |

| Cessioni | Cessioni         | Cessioni      | Cessioni        |
| R.       | Nome             | a             | Modalità        |
| -------- | ---------------- | ------------- | --------------- |
| A        | Jonathan Afolabi | Airdrieonians | prestito        |
| A        | Leigh Griffiths  | Falkirk       | fine contratto' |

## Risultati

### Scottish Premiership

#### Stagione regolare
| Arbitro: | Madden |

|                              |           |             |
| Mackay-Steven 8’ Souttar 89’ | Marcatori | 54’ Ralston |

| Arbitro: | Anderson |

|                                                                  |           |  |
| Furuhashi 20’, 25’, 67’ Rogić 49’ Ralston 84’ Édouard 90’ (rig.) | Marcatori |  |

| Arbitro: | Collum |

|                                                   |           |  |
| Abada 17’, 22’ Turnbull 28’, 44’, 84’ Édouard 62’ | Marcatori |  |

| Arbitro: | Clancy |

|              |           |  |
| Helander 66’ | Marcatori |  |

| Arbitro: | Robertson |

|                                   |           |  |
| Carter-Vickers 64’ Ajeti 70’, 85’ | Marcatori |  |

| Arbitro: | Anderson |

|             |           |  |
| Shinnie 25’ | Marcatori |  |

| Arbitro: | Clancy |

|           |           |            |
| Abada 16’ | Marcatori | 18’ Harkes |

| Arbitro: | Madden |

|              |           |                        |
| Ferguson 56’ | Marcatori | 11’ Furuhashi 64’ Jota |

| Arbitro: | Collum |

|  |           |                       |
|  | Marcatori | 17’ Jota 52’ Turnbull |

| Arbitro: | Walsh |

|                                      |           |  |
| Giakoumakīs 34’ Juranović 80’ (rig.) | Marcatori |  |

| Arbitro: | Robertson |

|           |           |                                              |
| Boyle 37’ | Marcatori | 10’ Ralston 14’ Carter-Vickers 30’ Furuhashi |

| Glasgow 30 ottobre 2020, ore 15:00 BST 12ª giornata | Celtic | 0 – 0 referto | Livingston | Celtic Park (57 388 spett.)\| Arbitro: \| Madden \| |
| Arbitro:                                            | Madden |               |            |                                                     |

| Arbitro: | Muir |

|                         |           |                                 |
| Mullen 23’ Ashcroft 67’ | Marcatori | 8’, 47’ Jota 19’, 50’ Furuhashi |

| Arbitro: | Muir |

|             |           |                         |
| Baldwin 57’ | Marcatori | 21’ Abada 90+7’ Ralston |

| Arbitro: | Clancy |

|                       |           |                     |
| Jota 20’ McGregor 60’ | Marcatori | 33’ (rig.) Ferguson |

| Arbitro: | Madden |

|               |           |  |
| Furuhashi 33’ | Marcatori |  |

| Arbitro: | Dallas |

|  |           |                                   |
|  | Marcatori | 19’ Rogić 41’ Turnbull 81’ Scales |

| Arbitro: | Anderson |

|             |           |  |
| Rogić 45+3’ | Marcatori |  |

| Paisley 22 dicembre 2021, ore 19:45 GMT 19ª giornata | St. Mirren | 0 – 0 referto | Celtic | St. Mirren Park (6 596 spett.)\| Arbitro: \| Munro \| |
| Arbitro:                                             | Munro      |               |        |                                                       |

| Arbitro: | Madden |

|          |           |                         |
| Kane 69’ | Marcatori | 9’, 22’ Abada 82’ Biton |

| Arbitro: | Collum |

|                               |           |  |
| Maeda 4’ Juranović 25’ (rig.) | Marcatori |  |

| Arbitro: | Madden |

|                          |           |  |
| Hatate 5’, 42’ Abada 44’ | Marcatori |  |

| Arbitro: | Beaton |

|           |           |                            |
| Boyce 62’ | Marcatori | 27’ Hatate 35’ Giakoumakīs |

| Arbitro: | Anderson |

|           |           |  |
| Abada 90’ | Marcatori |  |

| Arbitro: | Beaton |

|  |           |                                    |
|  | Marcatori | 28’ Abada 31’, 45’ Rogić 71’ Maeda |

| Arbitro: | Collum |

|                          |           |                           |
| Ramirez 56’ Ferguson 61’ | Marcatori | 17’, 62’ Jota 20’ O'Riley |

| Arbitro: | Duncan |

|                           |           |                        |
| Giakoumakīs 34’, 38’, 86’ | Marcatori | 26’ Mullen 60’ Sweeney |

| Edimburgo 27 febbraio 2022, ore 12:00 GMT 28ª giornata | Hibernian | 0 – 0 referto | Celtic | Easter Road (17 374 spett.)\| Arbitro: \| Clancy \| |
| Arbitro:                                               | Clancy    |               |        |                                                     |

| Arbitro: | Anderson |

|                                 |           |  |
| Carter-Vickers 55’ McGregor 81’ | Marcatori |  |

| Arbitro: | Walsh |

|             |           |                                         |
| Shinnie 56’ | Marcatori | 17’ Maeda 46’ (aut.) Devlin 55’ Forrest |

| Arbitro: | Robertson |

|                                            |           |  |
| Giakoumakīs 11’, 18’, 61’ (rig.) Maeda 26’ | Marcatori |  |

| Arbitro: | Collum |

|           |           |                             |
| Ramsey 3’ | Marcatori | 7’ Rogić 43’ Carter-Vickers |

| Arbitro: | Dallas |

|                                                                                     |           |  |
| Hatate 8’ Giakoumakīs 22’ Maeda 36’ Juranović 51’ (rig.) O'Riley 70’, 73’ Abada 78’ | Marcatori |  |

#### Poule scudetto
| Arbitro: | Clancy |

|  |           |                        |
|  | Marcatori | 12’ Furuhashi 87’ Jota |

| Arbitro: | Beaton |

|          |           |            |
| Jota 21’ | Marcatori | 67’ Sakala |

| Arbitro: | Robertson |

|                                                     |           |          |
| Maeda 30’ Furuhashi 37’ O'Riley 69’ Giakoumakīs 90’ | Marcatori | 3’ Simms |

| Arbitro: | Walsh |

|            |           |                 |
| Levitt 72’ | Marcatori | 53’ Giakoumakīs |

| Arbitro: | Muir |

|                                                                 |           |  |
| Furuhashi 21’, 44’ Turnbull 40’ Jota 59’ Giakoumakīs 68’, 90+1’ | Marcatori |  |

### Scottish League Cup
| Arbitro: | Beaton |

|                                     |           |                                |
| Édouard 29’ Welsh 34’ Furuhashi 63’ | Marcatori | 57’ (rig.) Boyce 90+2’ McEneff |

| Arbitro: | Munro |

|                                 |           |  |
| Jota 26’ Abada 40’ Turnbull 47’ | Marcatori |  |

| Arbitro: | Walsh |

|             |           |  |
| Forrest 73’ | Marcatori |  |

| Arbitro: | Beaton |

|            |           |                    |
| Hanlon 51’ | Marcatori | 52’, 72’ Furuhashi |

### Scottish Cup
| Arbitro: | Robertson |

|            |           |                             |
| Sammon 78’ | Marcatori | 14’ Giakoumakīs 45+1’ Abada |

| Arbitro: | McLean |

|                                                 |           |  |
| Scales 23’ Giakoumakīs 68’ Maeda 71’ Bitton 88’ | Marcatori |  |

| Arbitro: | Beaton |

|  |           |                                   |
|  | Marcatori | 12’ McGregor 58’, 88’ Giakoumakīs |

| Arbitro: | Madden |

|            |           |                                  |
| Taylor 63’ | Marcatori | 78’ Arfield 114’ (aut.) Starfelt |

### UEFA Champions League

#### Turni eliminatori
| Arbitro: | Scharer |

|           |           |             |
| Abada 39’ | Marcatori | 66’ Evander |

| Arbitro: | Frankowski |

|                       |           |              |
| Mabil 61’ Nwadike 94’ | Marcatori | 48’ McGregor |

### UEFA Europa League

#### Turni eliminatori
| Arbitro: | Umut Meler |

|                             |           |                                                  |
| Pilař 17’ Bitton 85’ (aut.) | Marcatori | 12’ Abada 16’ Furuhashi 64’ Forrest 90’ Christie |

| Arbitro: | Siebert |

|                               |           |  |
| Turnbull 26’, 62’ Forrest 70’ | Marcatori |  |

| Arbitro: | Hategan |

|                                    |           |  |
| Furuhashi 12’ Letschert 61’ (aut.) | Marcatori |  |

| Arbitro: | Tiago Martins |

|                                  |           |              |
| Aboukhlal 6’ Starfelt 26’ (aut.) | Marcatori | 3’ Furuhashi |

#### Fase a gironi
| Arbitro: | Jovic |

|                                                |           |                                            |
| Miranda 32’ Juanmi 35’, 53’ Borja Iglesias 51’ | Marcatori | 15’ Ajeti 27’ (rig.) Juranović 87’ Ralston |

| Arbitro: | Di Bello |

|  |           |                                                     |
|  | Marcatori | 25’ Hincapié 35’ Wirtz 58’ (rig.) Alario 90+4’ Adli |

| Arbitro: | Kehlet |

|                                 |           |  |
| Furuhashi 57’ Vécsei 81’ (aut.) | Marcatori |  |

| Arbitro: | Verissimo |

|                                |           |                                        |
| Juranović 11’ (aut.) Uzuni 86’ | Marcatori | 3’ Furuhashi 23’ João Filipe 60’ Abada |

| Arbitro: | Sidiropoulos |

|                            |           |                                      |
| Andrich 16’, 82’ Diaby 87’ | Marcatori | 40’ (rig.) Juranović 56’ João Filipe |

| Arbitro: | Stefanski |

|                                            |           |                              |
| Welsh 3’ Henderson 72’ Turnbull 78’ (rig.) | Marcatori | 69’ (aut.) Bain 75’ Iglesias |

### UEFA Europa Conference League

#### Fase ad eliminazione diretta
| Arbitro: | Treimanis |

|           |           |                                         |
| Maeda 79’ | Marcatori | 7’ Espejord 55’ Pellegrino 81’ Vetlesen |

| Arbitro: | Ivanov |

|                           |           |  |
| Solbakken 9’ Vetlesen 69’ | Marcatori |  |

## Statistiche

### Statistiche di squadra
Statistiche aggiornate al 14 maggio 2022
| Competizione         | Punti                     | In casa | In casa | In casa | In casa | In casa | In casa | In trasferta | In trasferta | In trasferta | In trasferta | In trasferta | In trasferta | Totale | Totale | Totale | Totale | Totale | Totale | DR  |
| Competizione         | Punti                     | G       | V       | N       | P       | Gf      | Gs      | G            | V            | N            | P            | Gf           | Gs           | G      | V      | N      | P      | Gf     | Gs     | DR  |
| -------------------- | ------------------------- | ------- | ------- | ------- | ------- | ------- | ------- | ------------ | ------------ | ------------ | ------------ | ------------ | ------------ | ------ | ------ | ------ | ------ | ------ | ------ | --- |
| Scottish Premiership | 93                        | 19      | 16      | 3       | 0       | 55      | 6       | 19           | 13           | 3            | 3            | 37           | 16           | 38     | 29     | 6      | 3      | 92     | 22     | +70 |
| Scottish Cup         | Semifinale                | 2       | 1       | 0       | 1       | 5       | 2       | 2            | 2            | 0            | 0            | 5            | 1            | 4      | 3      | 0      | 1      | 10     | 3      | +7  |
| Scottish League Cup  | Vincitore                 | 3       | 3       | 0       | 0       | 7       | 2       | 1            | 1            | 0            | 0            | 2            | 1            | 4      | 4      | 0      | 0      | 9      | 3      | +6  |
| Champions League     | Secondo turno preliminare | 1       | 0       | 1       | 0       | 1       | 1       | 1            | 0            | 0            | 1            | 1            | 2            | 2      | 0      | 1      | 2      | 2      | 3      | -1  |
| Europa League        | Fase a gironi             | 5       | 4       | 0       | 1       | 10      | 6       | 5            | 2            | 0            | 3            | 13           | 13           | 10     | 6      | 0      | 4      | 23     | 19     | +4  |
| Conference League    | Spareggi                  | 1       | 0       | 0       | 1       | 1       | 3       | 1            | 0            | 0            | 1            | 0            | 2            | 2      | 0      | 0      | 2      | 1      | 5      | -4  |
| Totale               | -                         | 31      | 24      | 4       | 3       | 79      | 20      | 29           | 18           | 3            | 8            | 58           | 35           | 60     | 42     | 7      | 11     | 137    | 55     | +82 |

### Andamento in campionato
| Giornata  | 1  | 2 | 3 | 4 | 5 | 6 | 7 | 8 | 9 | 10 | 11 | 12 | 13 | 14 | 15 | 16 | 17 | 18 | 19 | 20 | 21 | 22 | 23 | 24 | 25 | 26 | 27 | 28 | 29 | 30 | 31 | 32 | 33 | 34 | 35 | 36 | 37 | 38 |
| --------- | -- | - | - | - | - | - | - | - | - | -- | -- | -- | -- | -- | -- | -- | -- | -- | -- | -- | -- | -- | -- | -- | -- | -- | -- | -- | -- | -- | -- | -- | -- | -- | -- | -- | -- | -- |
| Luogo     | T  | C | C | T | C | T | C | T | T | C  | T  | C  | T  | T  | C  | C  | T  | C  | T  | T  | C  | C  | T  | C  | T  | T  | C  | T  | C  | T  | C  | T  | C  | T  | C  | C  | T  | C  |
| Risultato | P  | V | V | P | V | P | N | V | V | V  | V  | N  | V  | V  | V  | V  | V  | V  | N  | V  | V  | V  | V  | V  | V  | V  | V  | N  | V  | V  | V  | V  | V  | V  | N  | V  | N  | V  |
| Posizione | 10 | 4 | 4 | 6 | 5 | 6 | 6 | 6 | 4 | 4  | 2  | 2  | 2  | 2  | 2  | 2  | 2  | 2  | 2  | 2  | 2  | 2  | 2  | 1  | 1  | 1  | 1  | 1  | 1  | 1  | 1  | 1  | 1  | 1  | 1  | 1  | 1  | 1  |

Legenda:

Luogo: C = Casa; T = Trasferta. Risultato: V = Vittoria; N = Pareggio; P = Sconfitta.